# 王宗闵
王宗闵，浙江山阴（今浙江绍兴）人，清朝政治人物。
王宗闵为吏员，任金山县县丞。乾隆十七年（1752年）二月接替致仕知县常琬暂署知县一职，次年七月去职，陈怀仁复任。乾隆二十三年五月，接替李霖。擔任江蘇荆溪縣知縣攝任。后由陳廷桂接任。